# Poblat ibèric del Turó Rodó
El poblat ibèric del Turó Rodó està situat en un promontori peninsular de 40 metres d'alçada, situat al nord-est de la vila de Lloret de Mar (la Selva), inclòs a l'Inventari  del Patrimoni Arqueològic i Paleontològic de Catalunya.
El turó es troba en una petita península que s'endinsa al mar fins a la punta de Calafats, pel sud, i que està unida a terra ferma per un petit isme d'uns 100 metres d'amplada pel costat de tramuntana. Les bandes de llevant i migdia s'alcen directament sobre el mar, amb la platja de Sa Caleta a ponent. Aquesta situació fa que sigui un lloc estratègic, tant per l'ampli panorama visual que permet veure, com per tractar-se d'un lloc de fàcil defensa. A més, la platja de Sa Caleta servia de refugi a les embarcacions, un aspecte molt important per aquestes comunitats que practicaven la pesca.
La data més probable de fundació del poblat ibèric del Turó Rodó és pel voltant del 200 aC, ja en plena romanització, quan el territori estava pacificat i altres assentaments, com el de Puig de Castellet, s'estaven despoblant. Una de les possibles hipòtesis, amb relació a la seva fundació, és que es va ser creat per individus procedents de Puig de Castellet a la recerca d'una zona millor comunicada i més propera al mar (que és una gran font d'aliments). Cap a l'any 60 aC, el procés de romanització havia pacificat la zona totalment i ja no tenia sentit viure en assentaments allunyats i fortificats. Els poblats fortificats, com el Turó Rodó, van ser abandonants i es van crear nous nuclis de població més propers als camps de conreu, les platges i les vies de comunicació.
La descoberta del jaciment data de l'any 1925, quan Enric Botet i Sisó, apotecari de Lloret, va localitzar les restes arqueològiques durant la construcció d'un camí. Des de les excavacions arqueològiques dels anys 2000-2003, l'assentament tardoibèric es coneix en la seva totalitat. Està estructurat en quatre zones: El sistema defensiu i d'accés al recinte, l'àrea oberta central, les set cases adossades a la part de dins de la muralla nord i les petites estances de la banda sud.

## Les defenses i el sistema d'accés
L'única zona per on el poblat era fàcilment accessible, la banda nord, es troba defensat per una muralla de pedres lligades amb fang, amb una amplada d'entre 110 i 130 cm, una alçada que en alguns llocs arriba gairebé als 2 metres, i una longitud de més de 40 metres. La muralla segueix el relleu natural, amb una important pujada cap a la banda de llevant, on es troba la porta d'accés al poblat. L'entrada donava a un passadís de 3 metres d'ample i 11 de llarg i defensat pels costats nord, est i oest per sengles llenços de muralla.

## Les cases adossades a la muralla
Les set cases adossades a la muralla nord segueixen totes el mateix model constructiu. Són de planta rectangular, amb una sala principal al nord, una petita avantsala oberta a la plaça al sud i una porta que les intercomunicava a la banda oest del mur mitger. Tenen una llargada d'entre 8,60 i 9 metres i una amplada d'entre 4 i 4,40 metres. Els murs estan fets de pedres locals, granítiques, lligades amb fang. El fort desnivell del terreny va obligar que les cases es construïssin de manera esglaonada.

## Les estances de la banda sud
Al sud, a prop del penyasegat, hi ha dues estructures adossades, molt malmeses a causa de l'erosió natural. I, a la zona sud-oest del jaciment, prop del camí construït a principis del segle xx, es troba una altra construcció, totalment exempta, igualment molt mal conservada. Aquestes estances van ser construïdes posteriorment a la fundació del poblat i probablement s'utilitzaven com a magatzems.

## L'àrea oberta central
El centre i sud del poblat estava ocupat per una àmplia zona oberta, de pas i comunicació, és a dir, una mena de plaça sense cap estructura construïda. S'hi ha trobat una sitja a la zona est.

## L'activitat econòmica
L'activitat econòmica del poblat es basava en l'agricultura (cereals, lleguminoses i hortalises), la ramaderia (s'hi ha trobat restes de fauna ovina, bovina i porcina) i especialment en la pesca (s'han trobat una seixantena de pedres planes amb un forat que s'haurien utilitzat com a pesos de xarxa). Aquests productes es dedicaven a l'autoconsum, tot i que una petita part es comercialitzava.